# Piotr Ricord
Pour les articles homonymes, voir Ricord.
Piotr Ivanovich Ricord (en russe Пётр Иванович Рикорд), né le 29 janvier 1776 à Toropets et mort le 16 avril 1855 à Saint-Pétersbourg, est un amiral, explorateur, scientifique, diplomate, écrivain, constructeur naval et homme d'État russe, ayant été gouverneur du Kamtchatka de 1817 à 1822.

## Biographie
Issu d'une famille d'officiers, il est diplômé du Corps des cadets de la Marine et entreprend son service militaire dans la flotte de la Baltique où il obtient sa première décoration de guerre lors de l'opération de débarquement sur les côtes des Pays-Bas en 1799, la croix de 4e classe de l'Ordre de Sainte-Anne.
En 1803-1805, parmi les douze meilleurs officiers de marine, il est envoyé comme volontaire dans la flotte britannique pour améliorer les pratiques maritimes russes. A cette époque, il fait des voyages en mer dans presque tous les dominions maritimes britanniques et prend part à la guerre avec la France et l'Espagne.
En 1807-1809, il participe en tant qu'officier supérieur à la circumnavigation de Vassili Golovnine sur le navire Diana. Il est décoré de l'Ordre de Saint-Vladimir de 4e classe.
Il prend part en 1810-1811 à l'exploration hydrographique du Pacifique Nord et est décoré de l'Ordre de Saint-Georges de 4e classe pour 18 campagnes maritimes de six mois.
La captivité de Vassili Golovnine de 1811 à 1813 a presque conduit à la guerre entre la Russie et le Japon dans ce qui devient ensuite connu sous le nom d'incident de Golovnine. Après la capture, Ricord organise et dirige trois expéditions pour la libération des marins russes, au cours desquelles il montra ses extraordinaires talents de diplomate.
De 1817 à 1822, il est à la tête du Kamtchatka et est décoré de la 2e classe de l'Ordre de Sainte-Anne avec des ornements en diamant. Son plan de réformes sur la péninsule du Kamtchatka est accepté comme base d'un programme à long terme de développement de cette région. Un décret impérial ordonne à ses successeurs à la tête de la région de s'en tenir aux règles élaborées par le capitaine de flotte Ricord et de s'abstenir de tout changement.
Il est le chef des escadrons de la marine russe bloquant les Dardanelles pendant la guerre russo-turque (1828–1829), participe au conflit civil en Grèce (1831–1833) et défend Kronstadt en 1854 durant la guerre de Crimée (1853– 1856)
Ricord est l'un des organisateurs et l'un des 17 membres fondateurs de la Société géographique impériale russe (1845) à Saint-Pétersbourg.
En 1850, il est nommé président du Comité scientifique naval. 
L'île Ricord dans le golfe de Pierre-le-Grand porte son nom.

## Publication
- Narrative of my Captivity in Japan, during the years 1812 and 1813; with Observations on the Country and People, par le capitaine Golovnine, avec An Account of the Voyages to the Coasts of Japan, and of the Negotiations with the Japanese for the release of the Author and his Companions par le capitaine Ricord, Londres, 1818.